# Song Goes Off
Song Goes Off è un singolo del cantante statunitense Trey Songz, pubblicato inizialmente il 2 marzo 2017 come singolo promozionale, e successivamente il 25 settembre del 2017 come quarto estratto dal settimo album in studio dell'artista, Tremaine.

## Il brano
Song Goes Off è una ballata lenta, scritta dallo stesso Songz assieme a Frank Brim e David Brown, con la produzione curata da C4. Il brano contiene un sample del singolo del 1988 Ooo La La La di Teena Marie.
Nel brano il cantante parla del desiderio di tornare insieme a una ragazza, con la quale ha avuto una storia intima, esprimendo le sue emozioni e cercando di convincerla a fare lo stesso prima che la "canzone si spenga" e il momento si perda, continuando le tematiche del singolo Playboy, dove esprime le sue continue difficoltà nel trovare l'amore.

## Video musicale
Il videoclip del brano è stato pubblicato il 3 marzo del 2017, e diretto da Lance Gross e Terrence J, e mostra il cantante passare una nottata a festeggiare con alcune donne, che si contendono la sua attenzione. Mentre la serata avanza lui beve sempre di più, e si ritrova barcollante fuori dal club a pensare con malinconia alla sua ex-ragazza.

## Classifiche
| Classifica (2017) | Posizione massima |
| ----------------- | ----------------- |
| Stati Uniti (R&B) | 38                |